# Explorer II

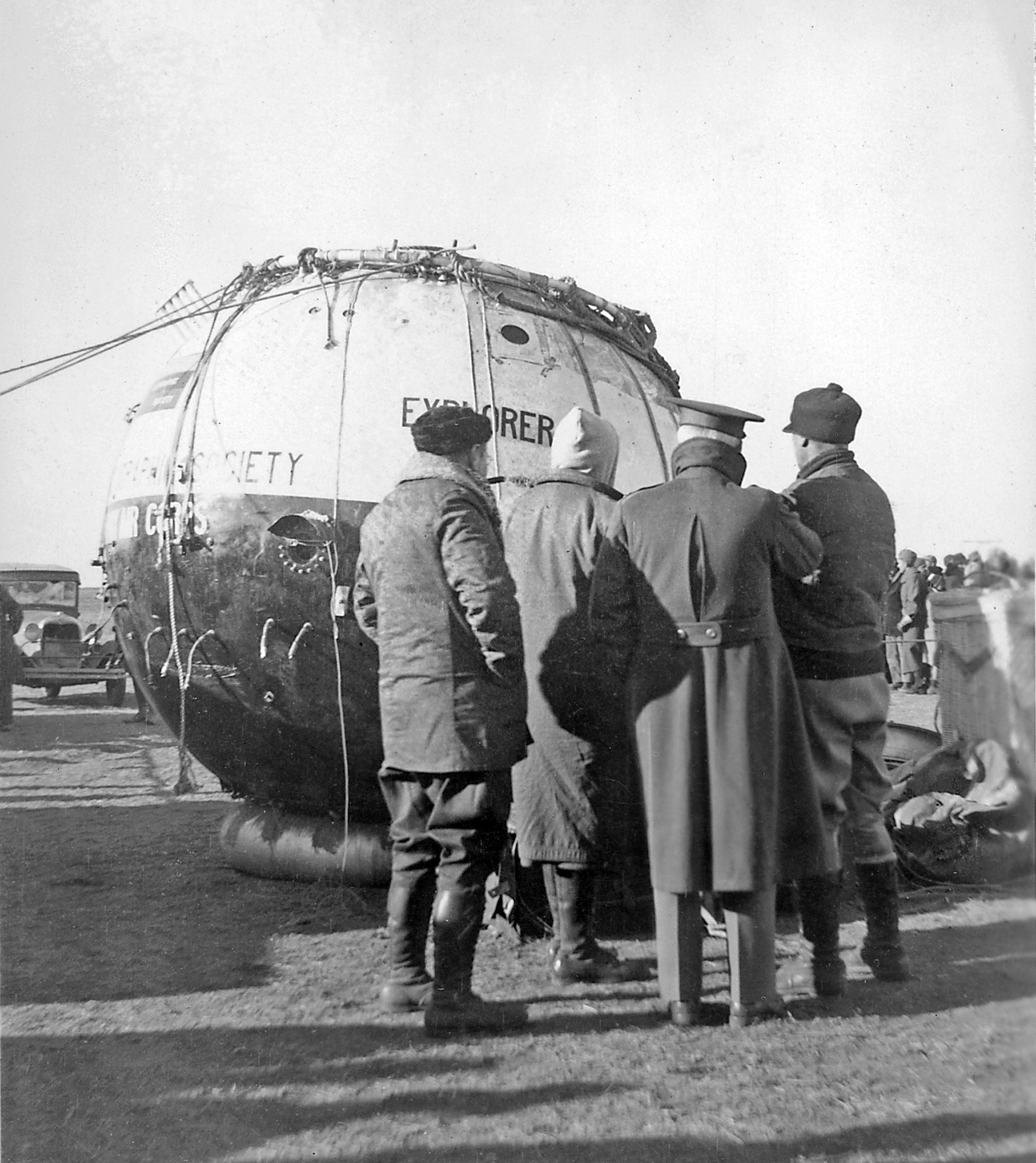
Стратостат Explorer II после приземления

«Explorer II» — стратосферный аэростат, построенный в США. В качестве подъемного газа использовался гелий, а гондола имела сферическую форму диаметром 2,7 м. Оболочка была доведена в объёме до 100 000 м³. При изготовлении гондолы, которая имела вес 290 кг, использовался алюминиевый сплав.

## История

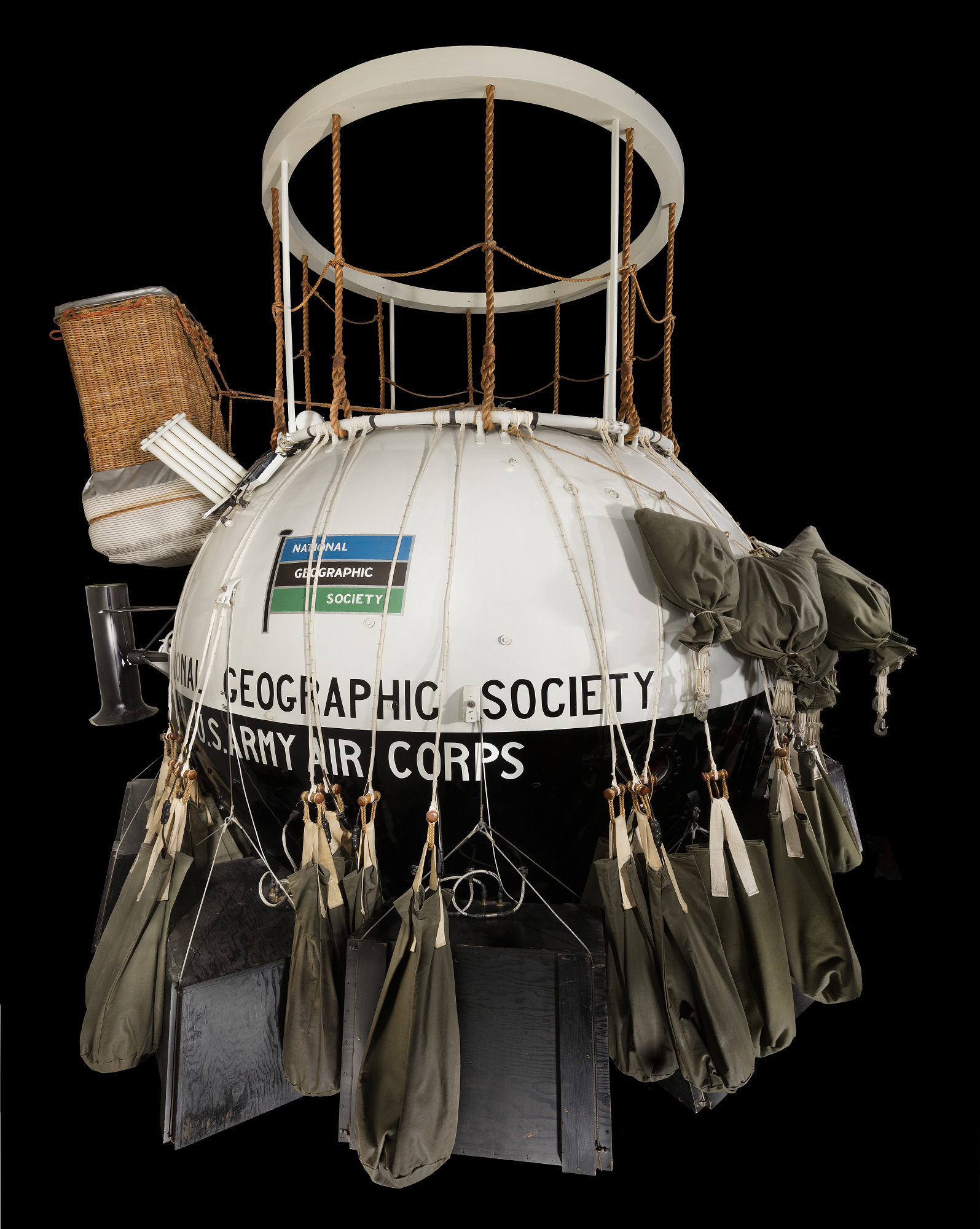
В музее

11 ноября 1935 стратостат совершил рекордный подъём на высоту 22066 м с экипажем в составе: Альберта Стивенса и Орвила Андерсена. 
Запуск состоялся с полигона в Южной Дакоте, в районе города Рапид-Сити.
Этот рекорд оставался непревзойденным до 1956 года (StratoLab-1). 